# 威爾遜CW鎮區 (密蘇里州格林縣)
威爾遜CW鎮區（英語：Wilson CW Township）是位於美國密蘇里州格林縣的一個行政鎮區。

## 地方資料
威爾遜CW鎮區的面積為6.72平方千米，當中陸地面積為6.06平方千米，而水域面積為0.06平方千米。根據2020年美國人口普查的數據，當地共有人口5080人，而人口密度為每平方千米755.95人。